# .cc
.cc е интернет домейн от първо ниво за австралийските Кокосови острови. Администрира се от VeriSign. Представен е през 1997 г.